# گروه عارف
گروه عارف یک گروه موسیقی سنتی ایرانی بود که در سال ۱۳۵۶ توسط پرویز مشکاتیان تشکیل شد. اولین کار گروه عارف در رادیو، بازسازی پیش‌درآمد و چهارمضراب دشتی یوسف فروتن بود که در گلچین هفته ۱۱۴ پخش می‌شد. این برنامه به سرپرستی پرویز مشکاتیان اجرا شد. در توضیحات آغازین برنامه گفته شده: «چند تن از هنرمندان جوان که به تازگی همکاری گروهی خود را با واحد موسیقی ایرانی رادیو آغاز کرده‌اند، به یاد عارف قزوینی آهنگساز و ترانه‌سرای نامی ایران، نام گروه عارف بر خود گذاشته و نخستین برنامه خود را به شنوندگان ارایه می‌کنند. حسین علیزاده، پرویز مشکاتیان، ناصر فرهنگفر، علی اکبر شکارچی، محمد فیروزی و جمشید عندلیبی در این گروه همکاری دارند.»

## آثار هنری
| آلبوم‌ها                       | آلبوم‌ها    | آلبوم‌ها                                                  | آلبوم‌ها             | آلبوم‌ها                     | آلبوم‌ها                                                  | آلبوم‌ها |
| ----------------------------- | ---------- | -------------------------------------------------------- | ------------------- | --------------------------- | -------------------------------------------------------- | --- |
| نام آلبوم                     | سال انتشار | آهنگ‌ساز                                                  | نوازندگان           | خواننده                     | ناشر                                                     | توضیحات |
| چاووش ۴                       |            | محمدرضا لطفی، پرویز مشکاتیان                             | گروه‌های شیدا و عارف | شهرام ناظری، هنگامه اخوان   | کانون چاووش                                              | |
| چاووش ۷                       | ۱۳۵۸       | پرویز مشکاتیان، محمدرضا لطفی، حسین علیزاده، هوشنگ کامکار | گروه‌های شیدا و عارف | محمدرضا شجریان، شهرام ناظری | کانون چاووش                                              | انتشار به مناسبت اولین سالگرد انقلاب ۱۳۵۷ ایران |
| به یاد طاهرزاده               | ۱۳۶۳       | محمدرضا لطفی                                             | گروه‌های شیدا و عارف | صدیق تعریف                  | کانون فرهنگی و هنری چاووش، مؤسسه فرهنگی و هنری آوای شیدا | اولین اثر انتشار یافته باصدای صدیق تعریف، یادواره حسین طاهرزاده، این اثر در دستگاه سه‌گاه اجرا شد، سرپرست گروه و بازسازی اثر: محمدرضا لطفی، این اثر در سال ۱۳۶۳ به عنوان دهمین آلبوم از مجموعه چاووش توسط کانون چاووش به بازار و آمد و در سال ۱۳۸۵ با تصحیح نام به به یاد طاهرزاده توسط آوای شیدا زیر نظر محمدرضا لطفی دوباره منتشر شد |
| بیداد                         | ۱۳۶۴       | پرویز مشکاتیان                                           | گروه‌های شیدا و عارف | محمدرضا شجریان              | دل آواز                                                  | بخش اول (گروه نوازی) در دستگاه همایون و با آهنگ‌سازی پرویز مشکاتیان و بخش دوم (تار و آواز) در همایون و شور و با نوازندگی تار غلامحسین بیگجه‌خانی |
| لاله بهار                     | ۱۳۶۵       | پرویز مشکاتیان                                           | گروه عارف           | شهرام ناظری                 |                                                          | اجرا در سال ۱۳۶۲ |
| نوا                           | ۱۳۶۵       | پرویز مشکاتیان                                           | گروه عارف           | محمدرضا شجریان              | دل آواز                                                  | اشعار از سعدی، مولانا و باباطاهر |
| دستان                         | ۱۳۶۷       | پرویز مشکاتیان                                           | گروه عارف           | محمدرضا شجریان              | دل آواز                                                  | در دستگاه چهارگاه، اشعار از حافظ و سعدی |
| افشاری مرکب                   | ۱۳۶۸       | پرویز مشکاتیان                                           | گروه عارف           | ایرج بسطامی                 | چهارباغ بانگ                                             | اولین آلبوم با صدای بسطامی |
| افق مهر                       | ۱۳۶۹       | پرویز مشکاتیان                                           | گروه عارف           | ایرج بسطامی                 | سروش                                                     | به یاد خواجوی کرمانی، دربرگیرندهٔ تصنیف معروف مست و خراب |
| مژده بهار                     | ۱۳۷۱       | پرویز مشکاتیان                                           | گروه عارف           | ایرج بسطامی                 | چهارباغ بانگ                                             | |
| مقام صبر                      | ۱۳۷۳       | پرویز مشکاتیان                                           | گروه عارف           | علیرضا افتخاری              | چهارباغ بانگ                                             | |
| کنج صبوری                     | ۱۳۷۵       | پرویز مشکاتیان                                           | گروه عارف           | علی رستمیان                 |                                                          | |
| وطن من                        | ۱۳۷۶       | پرویز مشکاتیان                                           | گروه عارف           | ایرج بسطامی                 | هم‌آواز آهنگ                                              | دربرگیرندهٔ تصنیف معروف وطن من (شعر ملک الشعرا بهار) |
| کنسرت ۷۶ گروه عارف            | ۱۳۷۶       | پرویز مشکاتیان                                           | گروه عارف           | حمیدرضا نوربخش              | چهارباغ بانگ                                             | |
| کنسرت راست پنجگاه             | ۱۳۸۳       | پرویز مشکاتیان                                           | گروه عارف           | ایرج بسطامی                 | چهارباغ بانگ                                             | انتشار پس از مرگ ایرج بسطامی، شامل ۲ لوح فشرده مربوط به یکی از اجراهای زنده گروه عارف به همراه بسطامی |
| کنسرت شهرام ناظری و گروه عارف |            | پرویز مشکاتیان                                           | گروه عارف           | شهرام ناظری                 |                                                          | اجرا در سال ۱۳۸۳، هیچ‌گاه به صورت رسمی منتشر نشد |
| ققنوس                         | ۱۳۸۶       | پرویز مشکاتیان                                           | گروه عارف           | حمیدرضا نوربخش              |                                                          | |